# Луїза Маунтбеттен
Луїза Александра Марія Ірена Баттенберг (Маунтбеттен) (швед. Louise Mountbatten, 13 липня 1889, Замок Гейлінгенберг, Велике герцогство Гессен, Німеччина — 7 березня 1965, Стокгольм) — королева-консорт Швеції (1950—1965), філантропка, медсестра Червоного Хреста під час Першої світової війни.
Друга дружина короля Густава VI Адольфа.

## Молодість
ЇЇ світлість принцеса Луїза Олександра Марія Ірена Баттенберг народилася 13 липня 1889 року в замку Гейлігенберг, Велике герцогство Гессен. Батьком Луїзи був німецький принц Людвіг Олександр Баттенберг (представник морганатичної гілки Гессенської династії), матір'ю — гессенськая принцеса Вікторія Гессен-Дармштадтська, рідна сестра російської імператриці Олександри Федорівни. Її батько був адміралом флоту Великої Британії. У 1917 році він відмовився від усіх німецьких титулів і прийняв прізвище Маунтбеттен (англійський варіант прізвища Баттенберг). З цього часу Луїза була відома як леді Луїза Маунбеттен. Наступного року її батько отримав титул маркіза Мілфорд-Хейвен і звання пера Сполученого королівства. Старша сестра Луїзи Аліса була матір'ю принца Філіпа, чоловіка англійської королеви Єлизавети II.

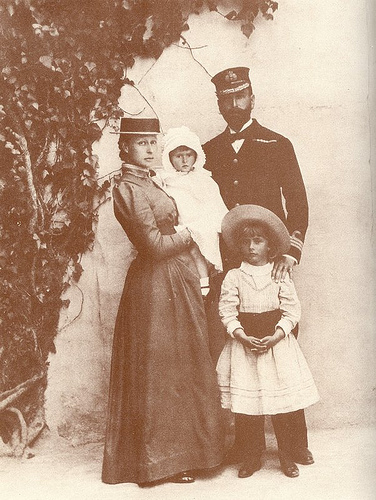
Принц Людвіг Баттенберг і принцеса Вікторія зі своїми дітьми Алісою і Луїзою

У дитинстві сім'я принцеси постійно подорожувала, оскільки батько служив адміралом, але Луїза завжди вважала, що Гессен — її рідна домівка, хоча і вважала себе британкою. Часто з матір'ю вона відвідувала королеву Вікторію, її прабабусю, на острові Вайт. До кінця життя вона листувалася з братом Джорджем. Луїза і її сестра були виховані удома гувернантками. Нетривалий період вона проходила навчання в школі Текстре в Дармштадті.
У 1914 році вона разом з матір'ю здійснила поїздку до родичів у Росію. В ході подорожі вони плавали на імператорському човні по Волзі. Але поїздка була перервана початком Першої світової війни. Батько Луїзи телеграфував їм негайно повернутися до Великої Британії. Спочатку вони вирушили в Естонію, потім в нейтральну Швецію і звідти на кораблі дісталися Великої Британії.
Під час Першої світової війни Луїза добровільно вступила в лави Червоного Хреста і працювала медсестрою. За свою працю під час війни вона була нагороджена медаллю Британського Червоного Хреста. Після війни вона брала участь в соціальній роботі для дітей-сиріт Лондона.

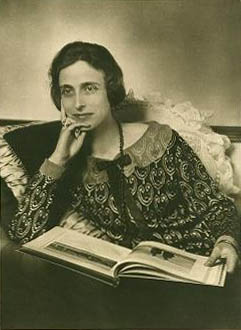
Луїза Маунтбеттен, 1920-й рік

У 1909 році вона отримала пропозицію шлюбу від короля Португалії Мануеля II. Король Едуард VII підтримував португальського кандидата. Але Луїза відмовилася, тому що хотіла одружитися по любові. У віці 20 років вона була заручена з грецьким принцом Христофором, але з фінансових проблем шлюб не відбувся.
Після невдалих спроб вирішила одружитися. Її обранцем став шведський принц Густав Адольф, згодом король Густав VI Адольф, який був вдівцем. Його перша дружина Маргарита Коннаутська померла від зараження крові в 1920 році, встигнувши народити п'ятьох дітей. Густав і Луїза дуже любили дітей, але єдина дитина подружжя народилася мертвою 30 травня 1925 року.

## Кронпринцеса шведська
Шлюб був по любові, тому вважався дуже щасливим. Луїза дуже подобалася королеві Вікторії Баденській, але вони рідко бачилися, бо королева проводила багато часу в Італії. Після смерті королеви в 1930 році Луїза стала першою леді Швеції. В новій ролі вона приступила до виконання численних громадських обов'язків, ставши покровителькою благодійних і громадських організацій.

У 1926—1927 роках подружжя здійснило навколосвітню подорож на благо шведських інтересів. Це було дуже вдале турне. Особливо в Америці, яку вони об'їздили від Нью-Йорка до Сан-Франциско. Інтерес в Америці був до них великий. Під час інтерв'ю в Солт-Лейк-Сіті Луїза заявила:
«Я вірю в рівність статей. Жінка може бути успішною підприємицею і політикинею. Жінки повністю інтелектуально рівні з чоловіками, вони отримують теж освіту і можуть і повинні заслужити повагу і захоплення в областях бізнесу і політики».
У 1934—1935 роках вона здійснила з чоловіком ще одну подорож, у Грецію і країни Близького Сходу. У 1936 році Луїза взяла участь в похоронах короля Георга V, свого двоюрідного дядька.

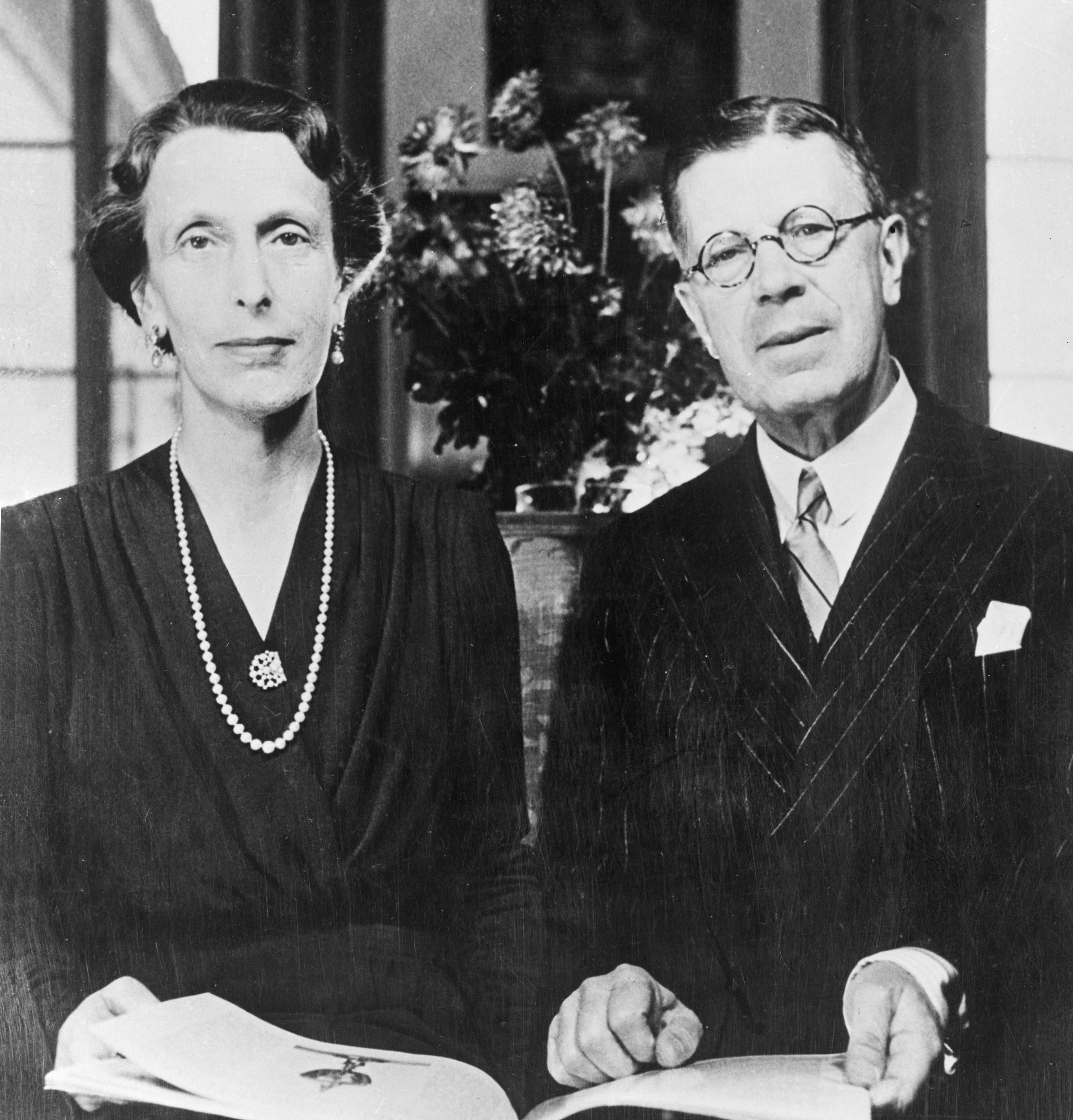
Луїза Маунтбеттен і Густав VI Адольф, 1945-й рік

Під час Другої світової війни кронпринцеса активно допомагала Червоному Хресту. Луїза збирала свічки і електричні лампи в ході акції «Зимове світло». Як і багато шведських жінок, вона в'язала для солдатів шкарпетки, шапки, різні трикотажні речі. Під час радянсько-фінської війни 1939—1940 років надавала допомогу фінським дітям, влаштовуючи для них дитячі будинки.

## Королева Швеції
У 1950 році Луїза стала королевою Швеції, після того, як її чоловік змінив батька на престолі. Вона вирішила відредагувати надмірно строгий, на її думку, протокол шведської королівської сім'ї. У 1954 році вийшов новий протокол, який змінив звичаї в королівському дворі. Будучи королевою, Луїза відреставрувала королівський палац в Стокгольмі.
Луїза була описана як королева, яка володіє і добрим, і злим серцем, з прекрасним почуттям гумору, великою патріоткою і захисницею своєї країни, любителькою шведської природи.

У 1963 році Луїза супроводжувала чоловіка з офіційним візитом до Франції. Королева справила велике враження на президента де Голля. На одному з вечорів вона сказала йому:
«Вибачте мене за мою жахливу французьку, якою говорили в окопах 1914 року».
У 50-х роках XX століття королева переживала часті інфаркти. Ранком 4 березня 1965 року відчувала біль в серці, їй одразу викликали швидку і доставили в лікарню Святого Георгія. Ввечері того ж дня професор Кларонс Краффорд розпочав шестигодинну операцію, однак врятувати життя королеві Швеції не вдалося. Вона 7 березня і похована на королівському цвинтарі, на північ від Стокгольма.

## Нагороди
Велика Британія — Почесний член Червоного Хреста;
 Велика Британія — Медаль за відвагу;
 Велика Британія — Медаль за перемогу;
 Швеція — Орден короля Густава V;
 Швеція — Орден короля Густава VI Адольфа
 Австрія — Орден за заслуги перед Австрією
 Франція — Медаль подяки